# Güzelyayla, Belen
Güzelyayla là một xã thuộc huyện Belen, tỉnh Hatay, Thổ Nhĩ Kỳ. Dân số thời điểm năm 2011 là 341 người.